# 桑山健一
桑山 健一（くわやま けんいち、1925年2月21日 - 2010年12月30日）は、昭和・平成期の実業家。京王帝都電鉄（現・京王電鉄）代表取締役社長（第6代）。CI戦略「リフレッシング京王」を提唱して経営改革を強力に推進し、京王グループを優良企業に押し上げた実績から「京王の中興の祖」といわれる。

## 来歴・人物
東京都生まれ。1949年に早稲田大学専門部を卒業、京王帝都電鉄に入社した。京王帝都電鉄は当時、東京急行電鉄（大東急）から分離独立したばかりで、桑山らは総合職1期生として入社した。
設立当初の京王帝都電鉄は、大手私鉄の中でも経営基盤が脆弱で財務状況も芳しくなかった。毎期の決算の度に、旧・東急系の事業者である東急、小田急電鉄、京浜急行電鉄と比較され、特に経理部門の社員たちは悔しい思いをしてきたという。桑山自身もそうであり、若い時分から悔しさを情熱に変えて仕事に励んでいた。企画部長時代には社長の経営方針に納得できず、「社長には経営者としての資質がない。将来の会社のことは、私たちが考えます」と啖呵をきったほどの激烈ぶりであった。
1971年、取締役に就任。1977年常務兼京王ストア社長、1981年専務、1985年6月副社長を経て、1986年6月27日、箕輪圓社長の会長就任に伴い、第6代取締役社長に昇格した。社長就任後は財務状況の改善に敏腕を振るい、各部門から上申される投資案件や経費支出をことごとく否決したり差し戻したりと、経営の引き締めに取り組んだ。そのためバブル経済下にあっても京王は投資には極めて慎重であったため、バブル崩壊のダメージもほとんど受けなかった。
また桑山は「リフレッシング京王」をスローガンに掲げ、京王グループ全体の経営改革を促し、企業価値の向上に努めた。長年親しまれた社紋や電車・バスの車両カラーリングも改め、新たなロゴマークやコーポレートカラーを採用するCI戦略で企業イメージの刷新を目指した。その結果、京王帝都電鉄と京王グループ各社の財務状況など経営内容は優良化し、連結決算では、旧・大東急系四社の中でも、京浜急行電鉄を上回る営業収益を記録している。
桑山は自身の後継として、メーンバンクの住友信託銀行から、企業財務の専門家である西山廣一常務を引き抜き、副社長に据えた。1993年6月29日付で桑山は社長職を西山に託して取締役会長に就任。その後は1999年相談役、次いで2003年最高顧問。また、京王グループ各社の取締役のほか、よみうりランド、東急車輛製造、東急レクリエーション、東急エージェンシーなどの社外取締役もつとめた。
1999年、勲二等瑞宝章受章。
2010年12月、骨髄異形成症候群で死去。享年85。

## 逸話
京王線はもともと新宿駅から調布駅までの複々線化を計画し、すで新宿駅～笹塚駅間については、京王新線を建設し完成させていた。京王社内でも複々線化を推進する意見があったが、社長の桑山が鶴の一声で複々線化計画を白紙撤回させ、通勤電車の10両編成化で混雑緩和を図る対応に転換した。将来の沿線人口が大幅に増加しないことを見越し、過大な投資による会社と利用者への負担を回避するための決断であった。
また、東京都交通局は、都営新宿線と相互直通運転を行う京王線を馬車軌間から標準軌に改軌するようたびたび要請を行った。改軌が実現すれば、千葉県方面で整備が計画されていた鉄道網や成田国際空港との接続が可能になるからである。しかし桑山は、千葉県方面発着の輸送需要と費用対効果を冷静に判断し、巨額の財政負担と輸送への支障を理由にこの提案を拒否した。